# Мондич, Михаил Дмитриевич
Михаил Дмитриевич Мондич (псевдоним Николай Синевирский, в эмиграции нем. Michael Monditsch, 5 марта 1923, Нанково — 21 марта 1968 года, Мюнхен) — карпаторусинский писатель и политический деятель москвофильского направления, агент НТС.

## Биография
Происходил из семьи крестьян — карпатских русинов в Чехословакии (территория современной Закарпатской области), придерживался москвофильских взглядов. Учился в Русской реальной гимназии Страшницкого. После оккупации венграми Карпатской Украины эмигрировал в Прагу, куда переехала и гимназия, и где он в 1942 г. формально завершил 7-й класс гимназии при поддержке общества «Возрождение».
В 1941 г. стал членом НТС, был направлен в Гомель, также находился в Смоленске, где его в сентябре 1942 г. арестовало гестапо и вернуло в Прагу, где он был выпущен зимой 1943 г. В сентябре 1944 г. был направлен в Карпатскую Украину, тогда ещё занятую венгерскими войсками, где он по заданию НТС настроил контакты с просоветскими активистами, дождался прибытия советских войск и вскоре устроился работать переводчиком в СМЕРШ (это ему удалось благодаря личному знакомству с П. Линтуром и И. Туряницей). Брат Георгий, ранее бежавший в СССР, сначала отбыл срок в лагерях как «шпион», затем был зачислен в 1-ю чехословацкую бригаду генерала Людвика Свободы.
Вместе с советскими частями Михаил Мондич прибыл в Прагу, где был свидетелем массовых арестов видных деятелей эмиграции русского и украинского происхождения по заранее приготовленным спискам, которые в дальнейшем подверглись пыткам, и многие были казнены (что он в дальнейшем описал в своих воспоминаниях). Как русофил, поддержал присоединение Закарпатья к СССР.
В 1946 г. бежал в Западную Германию. В 1947 г. прибыл во Франкфурт-на-Майне, где установил связи с местным отделением НТС. По предложению А. Трушновича, члена руководства НТС, в 1948 г. издал свои воспоминания о пребывании в СМЕРШ, где он был свидетелем пыток и убийства людей, арестованных органами СМЕРШ.
В начале 1950 г. перебрался в США, где работал строителем в Бруклине. На спектакле театра С. Н. Дубровского познакомился с актрисой Викторией Семёновой, беженкой из СССР, на которой вскоре женился. Оба вернулись в 1951 г. в Мюнхен, где устроились работать на радио «Свободная Европа» (жена 1 марта 1953 г., после вступительного слова С. Дубровского, провела первый выпуск новостей русской редакции Радио «Свобода»). Сотрудничал с ЦРУ США. МГБ несколько раз устроило покушения на его жизнь. Во время океанского путешествия на лайнере из Германии в США была отравлена его жена — она тяжело заболела, но выжила. В браке родились дети Дмитрий и Анна.
Умер от рака. Виктория Мондич после смерти мужа вступила в новый брак, приняла фамилию Древинг и продолжала вести передачи радио «Свобода» до 1980-х гг. Была одной из героинь документального фильма «Единство верных», выпущенного в 2012 г.

## Воспоминания
- Синевирский Николай. СМЕРШ: год в стане врага. Франкфурт-на-Майне: Грани, 1948. −139 с.